# Conditiegestuurd onderhoud
Conditiegestuurd onderhoud (CGO) is het uitvoeren van onderhoudswerken aan voornamelijk gebouwen, waarbij het onderhoud wordt uitgevoerd op basis van een plan (in bijvoorbeeld een jaaroverzicht) of op instigatie (bijvoorbeeld bij een calamiteit) vanuit de conditiemeting.

## CGO
Bij CGO wordt het onderhoud dat moet worden uitgevoerd aan gebouwen (met hun terreinen en installaties) alleen uitgevoerd als blijkt dat de conditie waarin de bouwkundige zaak verkeert niet tegemoet komt aan de gevraagde minimale conditie. De conditie die kan lopen van 1 tot 6 wordt opgesteld volgens de conditiemeting.
De condities kunnen zijn:
1. zeer goed, nieuwbouwkwaliteit
2. goed, geen of slechts zeer kleine onderhoudsachterstanden aanwezig
3. redelijk, een (of een paar kleine) onderhoudsachterstand(en) aanwezig
4. matig, onderhoudsachterstanden duidelijk aanwezig, kans op achterstallig onderhoud
5. slecht, onderhoudsachterstand van het geheel is niet omkeerbaar en er zijn risico's aanwezig
6. zeer slecht, als 5, slecht, en de situatie brengt groot risico met zich mee.

## Prestatiecontract
Als de gevraagde conditie altijd beter moet zijn dan 4 (dus ten minste 3, 2 of 1) wordt van de partij verwacht, die volgens de methode van CGO het onderhoud moet uitvoeren, dat deze dit uitvoert zonder dat dit vooraf moet worden aangevraagd, want dit is de contractuele afspraak. CGO neemt de eigenaar van het pand (gebouw met terrein en installaties) de zorg uit handen inzake het functioneren van het gebouw. De eigenaar geeft de onderhoudspartij de opdracht hier voor te zorgen. Als deze partij op een goede wijze de prestatie levert wordt de prestatie gehonoreerd (zie contractonderhoud en prestatiecontracten). De onderhoudspartij die dit prestatiecontract heeft ondertekent is gehouden aan zijn belofte het gebouw te allen tijde in conditie 3 en beter te laten verkeren. Deze partij wordt hiervoor met een vast bedrag beloond. De kosten voor de contractpartij zijn NIET te verhalen op de eigenaar van het pand, want dat is niet de insteek van het contract. De onderhoudspartij moet het onderhoud uitvoeren noodzakelijk om iedere 4 om te zetten naar een 3, 2 of 1.

## Arbitrage
Partijen die gezamenlijk het onderhoud zo regelen kunnen bij onenigheid hun verhaal halen bij een arbitrage of voor de rechter. De vraag die dan rijst is: moet er alsnog onderhoud worden uitgevoerd! De discussie gaat dan dus over de uitkomst van de conditiemeting: is het wel of niet een 4 of slechter. Hierbij speelt een groot aantal aspecten een rol
- Grootte van het pand
- Steekproef van de conditiemeting
- Grootte of aantallen van de op te nemen zaken
- Combineren van zaken
- Deskundigheid van de adviseur die de conditiemeting uitvoert
- Tijdspanne tussen twee metingen

Omdat de conditiemeting een door de NEN 2767 ondersteunde meetmethode is, is de uitkomst reproduceerbaar. Een arbiter of rechter kan dan ook gemakkelijk een derde partij vragen om hierin een onderscheidend oordeel te vellen.